# رقص با رؤیا
فیلم رقص با رؤیا به کارگردانی و نویسندگی محمود کلاری و تهیه‌کنندگی مرتضی شایسته ساخته سال ۱۳۷۹ است.

## خلاصه فیلم
کارگردانی از سینمای ایران که جهت نمایش آخرین فیلمش در جشنوارهٔ بین‌المللی فیلم ماردل پلاتا عازم کشور آرژانتین است. او قبل از حرکت ملاقاتی با بازیگر پیر فیلم قبلی خود دارد و پس از آن مسافرت عجیب خود را آغاز می‌کند و…